# Carlos Tramutolo
Carlos Tramutolo (17 de março de 1925 – 9 de julho de 2013) foi um ciclista uruguaio. Representou o Uruguai durante os Jogos Olímpicos de 1948, na prova de contrarrelógio.